# Skitåsen
Skitåsen är ett naturreservat i Örebro kommun i Örebro län.
Området är naturskyddat sedan 1951 (som naturminne) och är 4 hektar stort. Reservatet består av en barrskog med upp till 300 år gamla tallar och 170 år gamla granar.

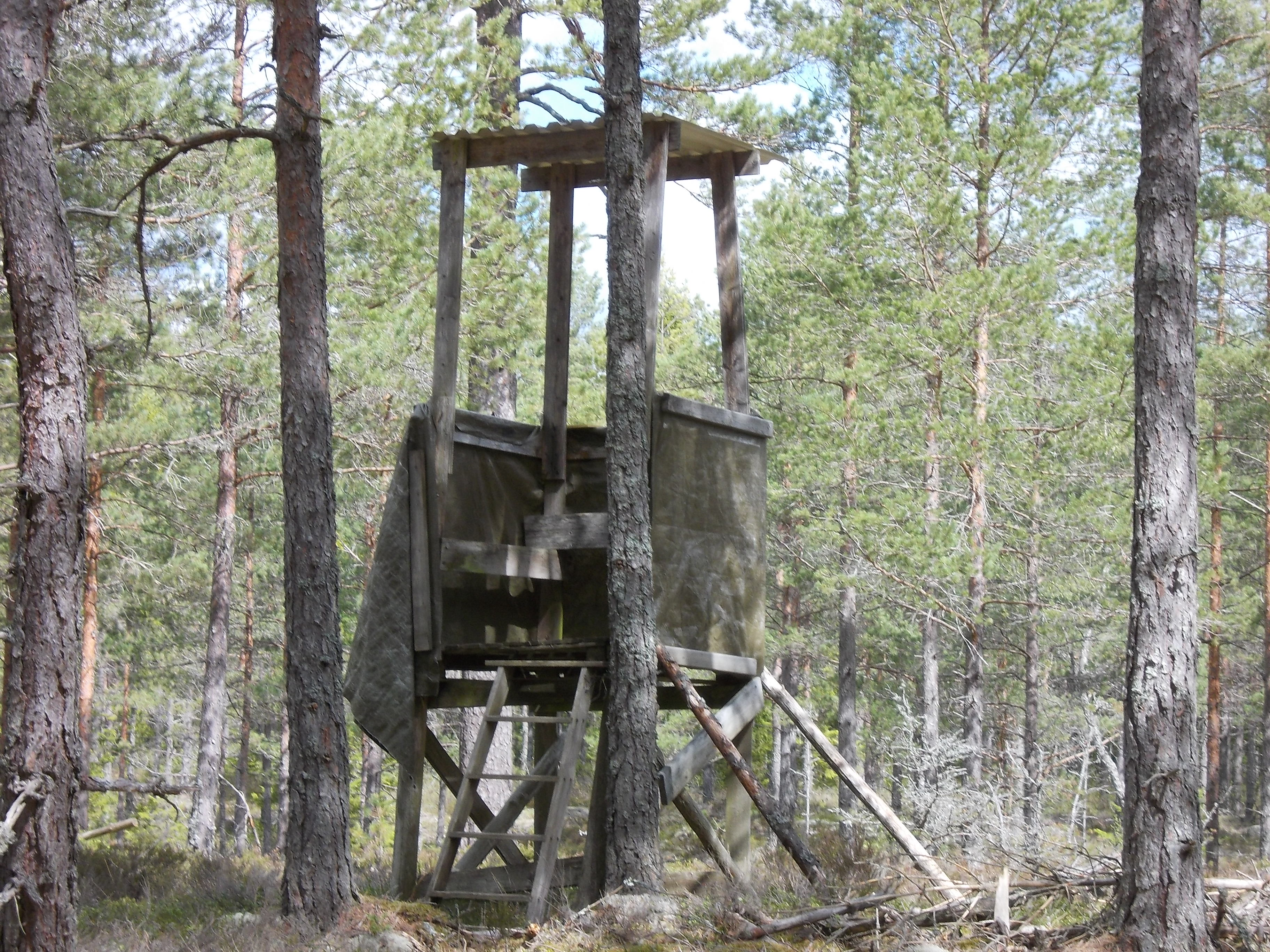
Älgtorn på Skitåsen.